# Niall Quinn (kierowca wyścigowy)
Niall Quinn (ur. 22 sierpnia 1988 roku w Dublinie) – irlandzki kierowca wyścigowy.

## Kariera
Quinn rozpoczął karierę w wyścigach samochodowych w 2006 roku od startów w Światowym Finale Formuły BMW oraz w Brytyjskiej Formule BMW. W edycji brytyjskiej z dorobkiem 36 punktów uplasował się na dwunastej pozycji w klasyfikacji generalnej. W późniejszych latach Irlandczyk pojawiał się także w stawce Formuły BMW ADAC, Formuły Palmer Audi, Niemieckiej Formuły 3, Brytyjskiej Formuły 3, Azjatyckiej Formuły 3, Dublin Grand Prix at the Phoenix Park Races, Indy Lights oraz Euro Racecar NASCAR Touring Series.